# لي جي آه
لي جي ٱه (بالكورية: 이지아)‏ (مواليد 2 فبراير 1978)؛ هي ممثلة كورية جنوبية. بعد دورها المتميز في مسلسل الأسطورة في عام 2007 ، لعبت دور البطولة في المسلسل التلفزيوني فايروس بيتهوفن، و أثينا إلهة الحرب (2010)، وأنا أيضا، زهرة (2011)، ثلاث مرات متزوجة (2013)، وسلسلة السقيفة (2020-2021).

## النشأة
ولدت كيم سانغ يون (لي جي اه) في 6 أغسطس 1978 في كوريا الجنوبية، جدها هو المعلم كيم سون هيون ، الذي كان أحد رعاة إنشاء مدرسة سيئول للفنون الثانوية، وكان رئيسًا لمدرسة كيونغجي الثانوية، كان والدها رجل أعمال، كانت في الصف السادس عندما انتقلت عائلتها إلى الولايات المتحدة وبقيت هناك لمدة 10 سنوات.
تخصصت في التصميم الجرافيكي في كلية التصميم بمركز باسادينا للفنون.
خلال زيارة قصيرة لكوريا في عام 2004 ، ظهرت لأول مرة في الترفيه من خلال الظهور في إعلان تجاري على تلفزيون إل جي للاتصالات مع الممثل باي يونغ جون، غادرت الولايات المتحدة وعادت إلى كوريا في أوائل عام 2005 وغيرت اسمها بشكل قانوني من كيم سانغ يون إلى كيم جي اه واعتمدت اسم الشهرة لي جي اه.

## الحياة الخاصة
في مارس 2011 ، ظهرت على الإنترنت صورة التقطها سائح لها هي والممثل جونغ وو سونغ في موعد غرامي في باريس، وأكد الاثنان أنهما متورطان عاطفياً.
في 21 أبريل 2011 ، كسرت Sports Seoul القصة (التي أكدتها العديد من وسائل الإعلام لاحقًا) أنها وأيقونة البوب / الروك الكورية جيونغ هيون تشيول المعروف باسم سيو تاي جي قد تزوجا سراً منذ عام 1997، قبل أن تنفصل في عام 2006 ، تسربت الأخبار بعد عقد جلستي استماع في محكمة الأسرة في سيول (استخدمت أوراق المحكمة اسميي ميلاد - جيونغ هيون تشيول (سيو) وكيم سانغ يون (لي)، منذ أن رفعت لي دعوى قضائية بقيمة 5.5 مليار وون ضد سيو من أجل النفقة وتقسيم الأصول، يعتقد أن كلا المشاهير كانا عازبين.

## الأعمال

### أفلام
| السنة | العنوان                  | الدور        |
| ----- | ------------------------ | ------------ |
| 2009  | علاقة الوجه والعقل والحب | وانغ سو جونغ |
| 2011  | أثينا: الفيلم            | هان جي هي    |
| 2016  | مسودان                   | شين يوو هواء |

### مسلسلات
| السنة     | العنوان                          | الدور                                |
| --------- | -------------------------------- | ------------------------------------ |
| 2007      | الاسطورة                         | سوجيني / سارة                        |
| 2008      | فايروس بيتهوفن                   | دو رو مي                             |
| 2009      | ستايل                            | لي سيو جونغ                          |
| 2010      | أثينا إلهة الحرب                 | هان جاي هي                           |
| 2011      | انا ايضاً ، زهرة                  | تشا بونغ سون                         |
| 2013      | متزوجة ثلاث مرات                 | أوه إيون سو                          |
| 2015      | دراما خاصة : زهرة اللوتس الثلجية | هان يون وو                           |
| 2018      | سيدي                             | كانغ يون هي                          |
| 2018      | المحقق الشبح                     | سون وو هاي                           |
| 2020–2021 | السقيفة                          | شيم سو ريون / نا آي كيو (ثلاث مواسم) |
| 2023      | باندورا: أسفل الجنة              | هونغ تاي را                          |
| 2024      | ملكة الطلاق                      | كيم سا را                            |

## روابط خارجية
- لي جي آه على هانسينما
- لي جي آه على موقع IMDb (الإنجليزية)
- لي جي آه على موقع أول موفي (الإنجليزية)
- لي جي آه على موقع قاعدة بيانات الفيلم (الإنجليزية)